# الرقم السري (فلم)
الرقم السري هو فيلم بوليسي تلفزي مغربي من إخراج محمد لطفي سنة 2002، و بطولة كل من محمد مفتاح، رشيد الوالي، أحمد الناجي، بنعبد الله الجندي، فريد الركراكي.

## القصة
يحكي الفيلم عن قصة هجوم لصوص لشركة من أجل سرقة محتويات صندوق. فتُحقّق الشرطة لمعرفة المتورّطين في هذه العملية.